# Oberschmeien

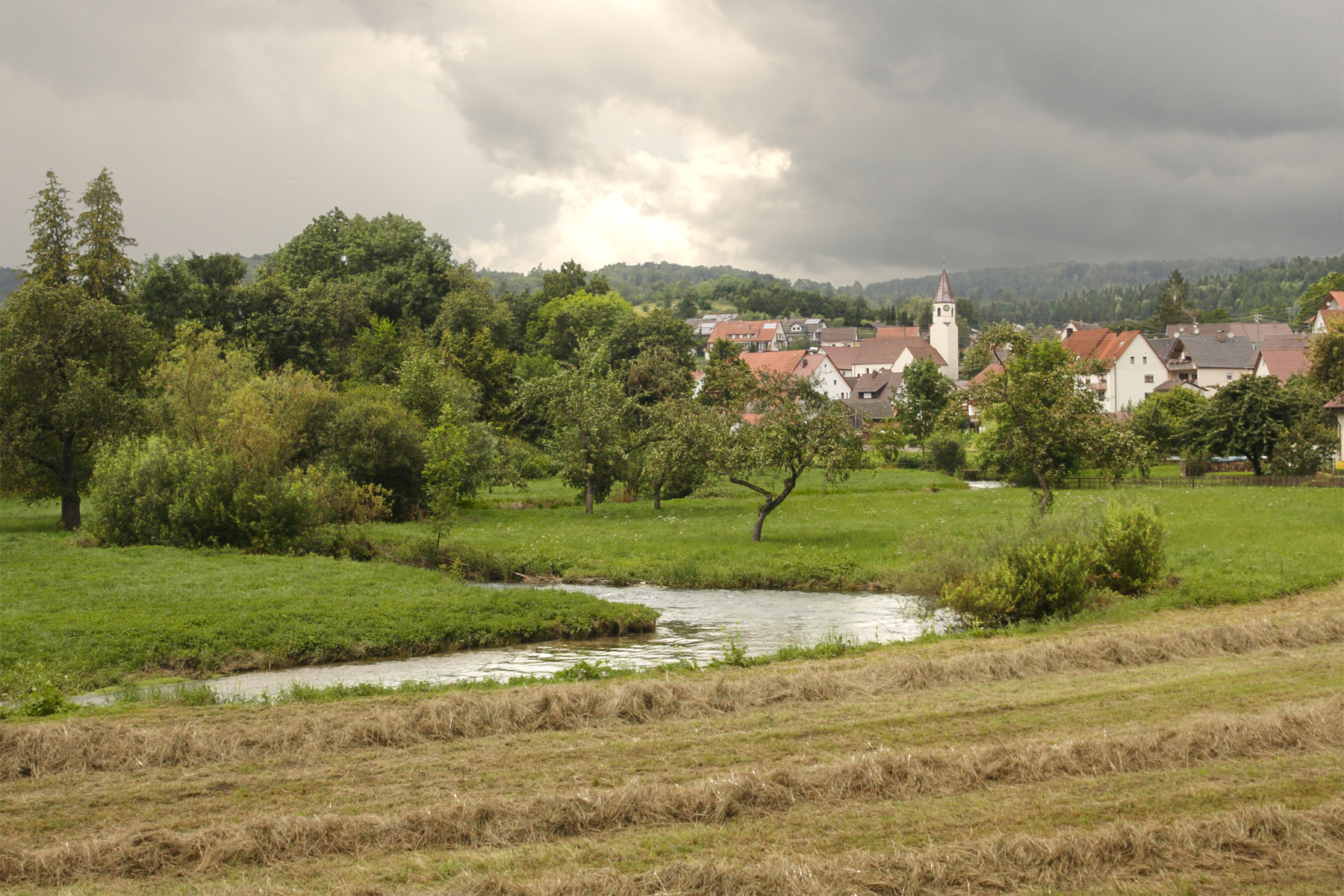
Oberschmeien mit der Schmeie im Vordergrund

Oberschmeien ist ein Ortsteil der baden-württembergischen Stadt Sigmaringen im Landkreis Sigmaringen.

## Geographie

### Geographische Lage
Oberschmeien liegt im Tal der namensgebenden Schmeie – der Ortskern zieht sich am linken Hangfuß entlang – im Naturpark Obere Donau. Am Hang darüber findet sich ein Neubaugebiet. Der Aussichtspunkt Fürstenhöhe bietet bei klarem Wetter einen Blick über Oberschwaben hinweg bis zu den Alpen. Auf der Gemarkungsfläche von 1022 ha Größe liegen auch 641 ha Wald.

## Geschichte
Drei auf Gemarkung Oberschmeien gefundene Gräber sind Zeugnis für eine frühe Besiedlung durch alamannische Siedler. Sie konnten auf Grund der Bronzebeigaben auf die zweite Hälfte des 7. Jahrhunderts datiert werden.
Im Spätmittelalter gehörte das Schmeiental zur Grafschaft Hohenberg. Eine Burg Schmeien (Smyehen) wird 1334 erstmals genannt, bei der ein Dorf Schmiehen lag, das Graf Heinrich von Hohenberg 1339 an die Ritter von Jungingen verkaufte. Die Lehensrechte verblieben jedoch bei den Hohenbergern bzw. nach dem Verkauf der Grafschaft an die Habsburger 1381 bei diesen.
Nachdem die Herren von Jungingen 1342 auch die Burg und die Mühle zu Smiechen gekauft hatten, verkauften sie den gesamten Besitz 1346 schon wieder an die Herren von Oberstetten. Damals erscheint erstmals die Bezeichnung die Obron Schmiechen (Obersmiehen). Über die Herren von Hausen (1379) und von Stuben (1397) kam der Ort an die Herren von Reischach (1409), die es ihrer Herrschaft Jungnau zuschlugen.
1418 erwarben die Grafen von Werdenberg den Ort, die von Reischach behielten dort jedoch noch Besitz. In die häufigen Besitzwechsel nicht einbezogen war die Burg Schmeien. Sie blieb im Besitz der Herren von Hausen. 1461 bzw. 1497 wird sie als Burgstall bezeichnet.
Nach dem Aussterben der Grafen von Werdenberg 1534 fiel die Herrschaft Jungnau durch Erbschaft an das Haus Fürstenberg. Der Ort kam als allodialer Besitz an die Grafen von Fürstenberg. Die Herrschaft wurde im Jahr 1806 per Rheinbundakte mediatisiert, der Ort kam unter die Souveränität der Fürsten von Hohenzollern-Sigmaringen. Nach der Aufhebung des fürstenbergischen Obervogteiamts Jungnau im Jahre 1840 kam der Ort zum fürstlichen und 1850 als Teil der Hohenzollernschen Lande preußischen Oberamt Straßberg, dieses wurde 1854 dem hohenzollerischen Oberamt Sigmaringen eingegliedert.
Auf der Gemarkung liegt der Mitte des 19. Jahrhunderts erbaute Hof Hohenrain. Nachdem Fürst Karl Anton von Hohenzollern auf dem benachbarten 780 m hohen Aussichtspunkt 1881 ein Blockhaus erbaut hatte, wurde der Bereich seit 1897 als Fürstenhöhe bezeichnet.
Im Rahmen der Gemeindegebietsreform in Baden-Württemberg wurde die bis dahin selbständige Gemeinde Oberschmeien mit Wirkung vom 1. Februar 1972 in die Kreisstadt Sigmaringen eingemeindet.

## Politik

### Ortsvorsteher
Ortsvorsteher ist seit 2019 Fritz Diebold (Stand 2021).

### Wappen
Das Wappen der ehemaligen Gemeinde Oberschmeien zeigt in geteiltem Schild oben in Schwarz ein [achtschaufliges] silbernes Mühlrad, unten in Silber eine dreilatzige schwarze Fahne.

## Kultur und Sehenswürdigkeiten

### Bauwerke

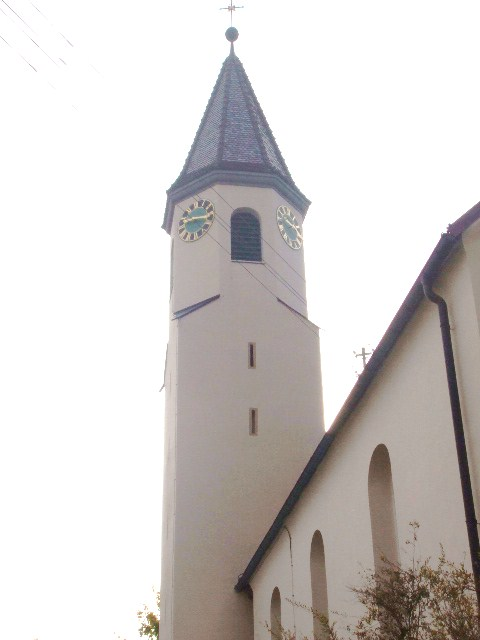
Pfarrkirche Oberschmeien

- Der Chor und Turm der Barockkirche St. Georg in Oberschmeien stammen aus dem 14. Jahrhundert, das Schiff aus dem Jahr 1787 und die Deckenfresken aus dem 15. Jahrhundert. Das Kruzifix wurde von Franz Magnus Hops geschaffen.
- Nördlich von Oberschmeien auf der rechten Schmeienseite liegt die Ruine der durch Ritter Burkard von Weckenstein erbauten frühmittelalterlichen Burg Weckenstein.
- Zwischen Ober- und Unterschmeien, 500 m nördlich von Unterschmeien auf einem 630 m hohen Felsen links über der Schmeie, befindet sich die Ruine der ehemaligen Burg Schmeien, die frühere Höhlenburg Schmeien ist heute als Naturdenkmal ausgewiesen.[3]

### Naturdenkmäler
- Im Gewann Guibenstein befindet sich eine Wacholderheide mit Orchideenbeständen.
- Im Gewann Brunnhalden finden sich Bestände seltener Orchideen, Elsbeeren und südlicher Wacholderprachtkäfer.

### Verkehr
Durch Oberschmeien führt die Zollernalbbahn, die von Tübingen über Hechingen, Balingen, Albstadt und Sigmaringen verläuft. Für den stündlichen Taktverkehr nach Stuttgart mit etwa 113 Minuten Fahrzeit, verbindlich festgelegt in der Schlichtung von Stuttgart 21, soll in Oberschmeien ein neuer Kreuzungsbahnhof gebaut werden. Die Strecke soll im ersten Ausbauabschnitt bis Albstadt elektrifiziert werden. Alternative neuere Planungen von 2018 sehen vor, den ersten Abschnitt sofort durchgehend bis Sigmaringen zu elektrifizieren.